# Ihor Matvijenko
Ihor Grygorovyč Matvijenko (in ucraino Ігор Григорович Матвієнко?; Dnipro, 17 maggio 1971) è un ex velista ucraino.

## Palmarès

### Olimpiadi
- 1 medaglia:
  - 1 oro (Atlanta 1996 nella classe 470)